# Altägyptische Sprache
Als altägyptische Sprache bezeichnet man im engeren Sinn die Entwicklungsstufe des Ägyptischen, die in den Inschriften des Alten Reiches (2707–2216 v. Chr.) sowie einzelnen späteren Texten wie den Sargtexten und Inschriften der Spätzeit überliefert ist. Abgesehen von dem nur fragmentarisch erhaltenen Frühägyptischen, der Sprache der Thinitenzeit, die gemeinsam mit der Sprache der Pyramidentexte auch als „archaisches Altägyptisch“ bezeichnet wird, bildet es die älteste überlieferte Sprachstufe des Ägyptischen und die älteste überlieferte afroasiatische Sprache überhaupt.

## Grammatik
Das Altägyptische unterscheidet sich in der Grammatik nur geringfügig vom späteren Mittelägyptisch, von dem es in der Ersten Zwischenzeit abgelöst wurde. Wichtige Unterschiede sind die Dualformen der Verben und Pronomina, die im Mittelägyptischen verloren gingen, eine eigene Reihe von absoluten Personalpronomina, die im Mittelägyptischen nur noch sehr selten erscheint und durch eine neue ersetzt wird, das Entstehen von Konstruktionen mit Hilfsverben wie ˁḥˁ, eine einheitliche Negation n, die im Mittelägyptischen teilweise durch nn ersetzt wird, Lautveränderungen, deren genaues Datum sich aber nur teilweise festlegen lässt, sowie – im Bereich der Schrift – die Vereinheitlichung der „Orthographie“ im Mittelägyptischen.
Dabei muss aber betont werden, dass sich viele dieser Entwicklungen schon im Alten Reich zeigten, sodass auch das Altägyptische selbst Unterschiede aufweist. Die stärksten Unterschiede bestehen dabei zwischen den sehr archaisch geschriebenen Pyramidentexten, die zwar erst aus der fünften und sechsten Dynastie stammen, aber offenbar eine sehr frühe Stufe des Altägyptischen reflektieren, und den moderneren weltlichen Texten, wie Biographien und einzelne Briefe. Wichtige Unterschiede sind die Flexion der Kopula im Nominalsatz und das völlige Fehlen der Pseudoverbalkonstruktionen mit Präpositionen (jnk ḥr sḏm „Ich höre“, wörtl. „Ich bin beim Hören“) in den Pyramidentexten. In lautlicher Hinsicht wäre der Lautwandel von ẖ nach š (so nach der von Otto Rössler begründeten, aber nicht allgemein anerkannten Rekonstruktion) sowie von k nach ṯ zu nennen, die in den Pyramidentexten noch nicht ganz abgeschlossen erscheinen.

## Corpus
Das Textkorpus des Altägyptischen enthält neben den bereits erwähnten Pyramidentexten und den zahlreichen Biographien auf Gräberwänden (ab 4. Dynastie) einige Briefe (ab 5. Dynastie), juristische Texte, ein Archiv aus Elephantine (6. Dynastie), Rufe und Reden auf Darstellungen des täglichen Lebens, Grabinschriften mit Bitten um Erhaltung des Grabs sowie seit der frühdynastischen Zeit zahllose Listen mit Opfergaben u. ä. Hinzu kommen einige Königsinschriften aus der Spätzeit, die in der Sprache des Alten Reichs abgefasst sind.
Eine erst kürzlich hinzugekommene, ausgesprochen wichtige Quelle sind über 2000 Briefe und Urkunden, die in die 6. Dynastie datieren und auf Tontafeln geschrieben wurden. Sie fanden sich in der Oasenstadt Ayn Asil, in Dachla, wo anscheinend Papyrus rar und teuer war.

## Wissenschaftliche Erforschung
Die Erforschung des Altägyptischen begann erst verhältnismäßig spät zu Ende des 19. Jahrhunderts mit der Veröffentlichung der Pyramidentexte durch Gaston Maspero (1882–1894) und Kurt Sethe (1908–1910; Nebenbände 1922) und der profanen Inschriften des Alten Reiches, ebenfalls durch Kurt Sethe (Urkunden des Alten Reiches, 1908). Besonders Kurt Sethe erschloss die Sprache der Pyramidentexte, u. a. in seiner Arbeit über das ägyptische Verb. In der Folge wurde das Altägyptische gemeinsam mit dem Mittelägyptischen erforscht, eine eigene Grammatik legte Elmar Edel 1955–1964 mit seiner monumentalen Altägyptischen Grammatik (s. Literaturverzeichnis unten) vor. In der durch Hans J. Polotskys Études de syntaxe copte (1944) und weitere Arbeiten ausgelösten Diskussion zur ägyptischen Verbalsyntax (Standardtheorie) wurde eine erneute Beschäftigung mit dem altägyptischen Verb unumgänglich, siehe dazu die Studien von Doret (1986) zu den profanen Inschriften und Allen (1984) zu den Pyramidentexten. Doch bis heute ist der Formenbestand des Altägyptischen nicht abschließend geklärt, so konnte James P. Allen 1984 die Existenz einer davor für ein Präsens gehaltenen synthetischen futurischen Form nachweisen, erst 2005 wies Wolfgang Schenkel nach, dass das ägyptische Tempus sḏm.n=f zwei syntaktisch getrennte Tempora enthält, und es ist nicht ausgeschlossen, dass auch in Zukunft noch neue grundlegende Erkenntnisse zum ägyptischen Verbalsystem gewonnen werden.

## Schrift
Die altägyptische Sprache hatte zwei eigene Schriften, die ägyptischen Hieroglyphen und die hieratische Schrift, die unabhängig voneinander entstanden.
Die hieroglyphische und hieratische Schrift beeinflussten sich in ihrer Entwicklung wechselseitig; die Verbindung war zu jeder Zeit erkennbar.

### Allgemein
- Simon D. Schweitzer: Schrift und Sprache der 4. Dynastie (= MENES, Studien zur Kultur und Sprache der ägyptischen Frühzeit und des Alten Reiches. Band 3). Harrassowitz, Wiesbaden 2005, ISBN 3-447-05137-X.

### Grammatiken und Einführungen
- Elmar Edel: Altägyptische Grammatik (= Analecta Orientalia. Band 34/39). Rom 1955/1964 (monumentale Referenzgrammatik des Altägyptischen, allerdings besonders im Bereich der Verbalsflexion und Verbalsyntax teilweise durch die unten aufgeführten neueren Bücher überholt.)
- A. H. Gardiner: Egyptian Grammar. 3. Auflage, Oxford 1957. (grundlegende Referenzgrammatik des Mittelägyptischen mit der Gardiner-Liste im Anhang; behandelt das Altägyptische nur untergeordnet)
- Wolfgang Schenkel: Tübinger Einführung in die klassisch-ägyptische Sprache und Schrift. Pagina, Tübingen 2005, ISBN 3-938529-00-8 (Vorlesungsskriptum für den Anfängerunterricht des Mittel- und (eher untergeordnet) Altägyptischen; behandelt den neuesten Forschungsstand)

### Studien zur Grammatik
- James P. Allen: The inflection of the Verb in the Pyramid Texts (= Bibliotheca Aegyptiaca. Band 2). 2 Bände, Undena Publications, Malibu 1984, ISBN 0-89003-143-6 (softbound); ISBN 0-89003-142-8 (hardbound) (Wichtige Studie des altägyptischen Verbs der Pyramidentexte).
- Éric Doret: The narrative verbal system of Old and Middle Egyptian (= Cahiers d'Orientalisme. Nr. 12). Cramer, Genf 1986 (behandelt nur die profanen Inschriften; geringfügig überholt)
- Jürgen Osing: Die Nominalbildung des Ägyptischen. 2 Bände, von Zabern, Mainz 1976.

### Wörterbücher
- Adolf Erman, Hermann Grapow: Wörterbuch der ägyptischen Sprache. Band I-V; Band VI: Deutsch-Ägyptisches Wörterverzeichnis.; Band VII: Rückläufiges Wörterverzeichnis.; Band 8–10: Belegstellenverzeichnis. Berlin 1950–1963. (immer noch das grundlegende Wörterbuch)

- Hannig-Lexika: Die Sprache der Pharaonen. (2800-950 v. Chr.)
  - Band 1 – Rainer Hannig: Die Sprache der Pharaonen. Großes Handwörterbuch Ägyptisch-Deutsch (= Kulturgeschichte der Antiken Welt. Band 64). von Zabern, Mainz 1995, ISBN 3-8053-1771-9.
  - Band 2 – Rainer Hannig, Petra Vomberg: Wortschatz der Pharaonen in Sachgruppen. Kulturhandbuch Ägyptens (= Kulturgeschichte der antiken Welt. Band 72). von Zabern, Mainz 1998, ISBN 3-8053-2543-6.
  - Band 3 – Rainer Hannig: Die Sprache der Pharaonen. Großes Handwörterbuch Deutsch-Ägyptisch (= Kulturgeschichte der antiken Welt. Band 86). von Zabern, Mainz 2000, ISBN 3-8053-2609-2.
  - Band 4 – Rainer Hannig: Ägyptisches Wörterbuch 1. Altes Reich und erste Zwischenzeit (= Kulturgeschichte der antiken Welt. Band 98). von Zabern, Mainz 2003, ISBN 3-8053-3088-X. (Spezialwörterbuch des Altägyptischen mit Belegstellen)

### Textausgaben
- Wolfgang Kosack: Die altägyptischen Pyramidentexte. In neuer deutscher Übersetzung; vollständig bearbeitet und herausgegeben von Wolfgang Kosack. Christoph Brunner, Berlin 2012, ISBN 978-3-9524018-1-1.
- Kurt Sethe: Die altägyptischen Pyramidentexte.
- Georg Steindorff (Hrsg.): Urkunden des ägyptischen Altertums. Leipzig 1904 ff.